# هيلين سيكستون

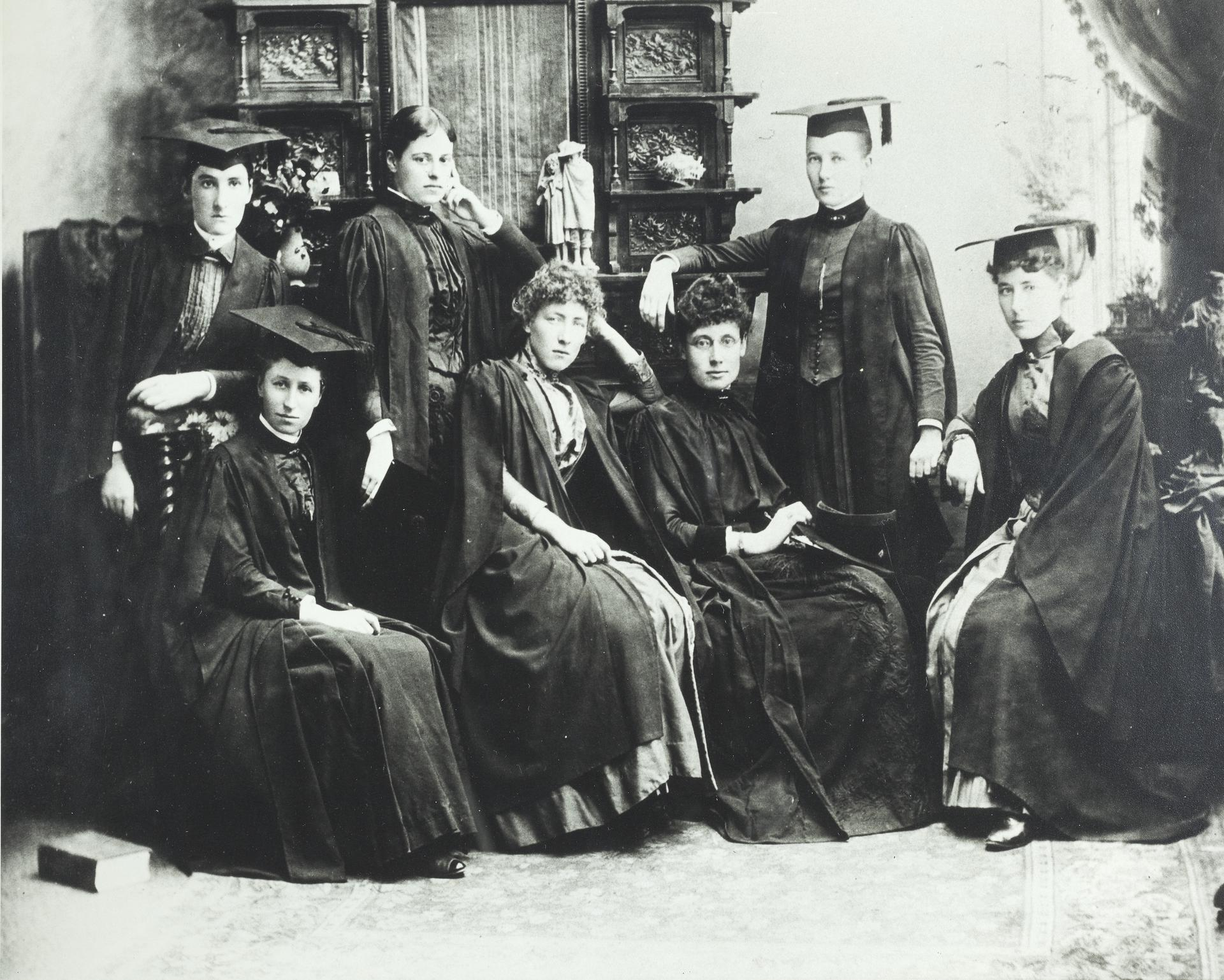
صورة جماعية التُقطت عام 1887 لطالبات الطب في جامعة ملبورن: (من اليسار إلى اليمين) كلارا ستون، مارغريت وايت (أو وايت)، غريس فايل، إليزابيث أوهارا. الصف الواقف (من اليسار إلى اليمين): هيلين سيكستون، ليليان ألكسندر، آني أوهارا. هؤلاء هنّ أوّل النساء اللاتي تم قبولهن في كلية الطب.

هانا ماري هيلين سيكستون (21 يونيو 1862 - 12 أكتوبر 1950) جراحة أسترالية ومعروفة باسم هيلين سيكستون. فتحت هيلين مستشفى ميدانيًا في فرنسا خلال الحرب العالمية الأولى وذلك بعد تقاعدها من مهنة الجراحة في ملبورن.

## النشأة والتعليم
ولدت هانا ماري هيلين سيكستون في 21 يونيو 1862 في ملبورن. كانت الأصغر بين خمسة أطفال ولدوا لماريا ودانييل سيكستون الذين هاجرا من ليمريك بأيرلندا عام 1854. التحقت بالمدرسة في ضاحية كارلتون وخططت لدراسة الطب لكنها بدلاً من ذلك بدأت في بكالوريوس الآداب في جامعة ملبورن لأن كلية الطب بالجامعة لم تقبل النساء. قدمت سيكستون وزميلتها ليليان هيلين ألكساندر التماسًا إلى مجلس الجامعة بشأن هذه القضية، وفُتحت كلية الطب أبوابها للطالبات في مارس 1887.

## المسار المهني
تخرجت سيكستون بدرجة بكالوريوس طب وجراحة عام 1892 وكانت ثالث امرأة تتخرج من كلية الطب بجامعة ملبورن. نظرًا لأن معظم المستشفيات كانت مترددة في توظيف طبيبات انضمت سيكستون إلى مجموعة من النساء بقيادة كونستانس ستون التي شاركت في تأسيس مستشفى الملكة فيكتوريا للنساء والأطفال في عام 1896. عندما افتُتحت المستشفى في عام 1899 تم تعيين سيكستون رئيسًا للجراحة حتي عام 1908. انضمت أيضًا إلى طاقم مستشفى النساء الملكي كجراح شرفي لأمراض النساء في عام 1899. تقاعدت بسبب مشاكل صحية عام 1910.
انتقل سيكستون إلى أوروبا عام 1911. عند اندلاع الحرب العالمية الأولى وبعد أن رفض الجيش البريطاني عرضها للخدمات الطبية أنشأت مستشفى ميدانيًا من الخيام بالقرب من باريس بدعم مالي من زملائها الأستراليين. تم الاعتراف بالمستشفى من قبل الحكومة الفرنسية كمستشفى عسكري ومُنحت سكستون رتبة رائد في الجيش الفرنسي. عملت في فال-دو-غراس في وقت لاحق من الحرب وهي مستشفى عسكري في باريس يجري فيها الأطباء الجراحة الترميمية للجنود المصابين.
تم تسمية شارع سيكستون في ضاحية كوك في كانبيرا نسبةً لها.

## الحياة اللاحقة والموت
عادت سيكستون إلى ملبورن عام 1917 لكنها غادرت إلى أوروبا مرة أخرى في عام 1919 واستقرت في النهاية في فلورنسا. عانت سيكستون من التهاب المفاصل ومرض باركنسون في أواخر عمرها وتوفيت في لندن في 12 أكتوبر 1950.